# Box na Letních olympijských hrách 1976
Box na Letních olympijských hrách 1976 v Kanadě.

## Medailisté

### Muži
| Kategorie                    | Zlato                                                  | Stříbro                                                   | Bronz                                    | Bronz                                    |
| ---------------------------- | ------------------------------------------------------ | --------------------------------------------------------- | ---------------------------------------- | ---------------------------------------- |
| Lehká muší váha (– 48 kg)    | Jorge Hernández · Kuba (CUB)                           | Li Byong-Uk · Severní Korea (PRK)                         | Orlando Maldonado · Portoriko (PUR)      | Payao Poontarat · Thajsko (THA)          |
| Muší váha (– 51 kg)          | Leo Randolph · Spojené státy americké (USA)            | Ramón Duvalón · Kuba (CUB)                                | Leszek Błażyński · Polsko (POL)          | David Torosjan · Sovětský svaz (URS)     |
| Bantamová váha (– 54 kg)     | Gu Yong-Ju · Severní Korea (PRK)                       | Charles Mooney · Spojené státy americké (USA)             | Patrick Cowdell · Velká Británie (GBR)   | Viktor Rybakov · Sovětský svaz (URS)     |
| Pérová váha (– 57 kg)        | Ángel Herrera · Kuba (CUB)                             | Richard Nowakowski · Německá demokratická republika (GDR) | Leszek Kosedowski · Polsko (POL)         | Juan Paredes · Mexiko (MEX)              |
| Lehká váha (– 60 kg)         | Howard Davis · Spojené státy americké (USA)            | Simion Cuţov · Rumunsko (ROM)                             | Ace Rusevski · Jugoslávie (YUG)          | Vassily Solomin · Sovětský svaz (URS)    |
| Velterová váha (– 63.5 kg)   | Sugar Ray Leonard · Spojené státy americké (USA)       | Andrés Aldama · Kuba (CUB)                                | Vladimir Kolev · Bulharsko (BUL)         | Kazimierz Szczerba · Polsko (POL)        |
| Lehká střední váha (– 67 kg) | Jochen Bachfeld · Německá demokratická republika (GDR) | Pedro Gamarro · Venezuela (VEN)                           | Reinhard Skricek · Západní Německo (FRG) | Victor Zilberman · Rumunsko (ROM)        |
| Lehkotěžká (– 71 kg)         | Jerzy Rybicki · Polsko (POL)                           | Tadija Kačar · Jugoslávie (YUG)                           | Rolando Garbey · Kuba (CUB)              | Viktor Savčenko · Sovětský svaz (URS)    |
| Střední váha (– 75 kg)       | Michael Spinks · Spojené státy americké (USA)          | Rufat Riskiyev · Sovětský svaz (URS)                      | Luis Felipe Martínez · Kuba (CUB)        | Alec Năstac · Rumunsko (ROM)             |
| Polotěžká váha (– 81 kg)     | Leon Spinks · Spojené státy americké (USA)             | Sixto Soria · Kuba (CUB)                                  | Costică Dafinoiu · Rumunsko (ROM)        | Janusz Gortat · Polsko (POL)             |
| Těžká váha (+ 81 kg)         | Teófilo Stevenson · Kuba (CUB)                         | Mircea Șimon · Rumunsko (ROM)                             | Clarence Hill · Bermudy (BER)            | John Tate · Spojené státy americké (USA) |

## Přehled medailí podle zemí
| Pořadí | Země                                 | Zlato | Stříbro | Bronz | Celkově |
| ------ | ------------------------------------ | ----- | ------- | ----- | ------- |
| 1.     | Spojené státy americké (USA)         | 5     | 1       | 1     | 7       |
| 2.     | Kuba (CUB)                           | 3     | 3       | 2     | 8       |
| 3.     | Polsko (POL)                         | 1     | 0       | 4     | 5       |
| 4.     | Německá demokratická republika (GDR) | 1     | 1       | 0     | 2       |
| 5.     | Severní Korea (PRK)                  | 1     | 1       | 0     | 2       |
| 6.     | Rumunsko (ROU)                       | 0     | 2       | 3     | 5       |
| 7.     | Sovětský svaz (URS)                  | 0     | 1       | 4     | 5       |
| 8.     | Jugoslávie (YUG)                     | 0     | 1       | 1     | 2       |
| 9.     | Venezuela (VEN)                      | 0     | 1       | 0     | 1       |
| 10.    | Mexiko (MEX)                         | 0     | 0       | 1     | 1       |
| 11.    | Velká Británie (GBR)                 | 0     | 0       | 1     | 1       |
| 12.    | Portoriko (PUR)                      | 0     | 0       | 1     | 1       |
| 13.    | Bulharsko (BUL)                      | 0     | 0       | 1     | 1       |
| 14.    | Bermudy (BER)                        | 0     | 0       | 1     | 1       |
| 15.    | Thajsko (THA)                        | 0     | 0       | 1     | 1       |
| 16.    | Západní Německo (FRG)                | 0     | 0       | 1     | 1       |